# 7955 Ogiwara
7955 Ogiwara este un asteroid din centura principală de asteroizi.

## Descriere
7955 Ogiwara este un asteroid din centura principală de asteroizi. A fost descoperit pe 18 noiembrie 1993 la Oohira de Takeshi Urata. El prezintă o orbită caracterizată de o semiaxă mare de 2,76 ua, o excentricitate de 0,12 și o înclinație de 1,6° în raport cu ecliptica.